# Okręg wyborczy Blackburn
Okręg wyborczy Blackburn powstał w 1832 r. i wysyłał do brytyjskiej Izby Gmin dwóch deputowanych. Okręg został zlikwidowany w 1950 r. (podzielono go wówczas na okręgi Blackburn East i Blackburn West). Został ponownie odtworzony już pięć lat później w 1955 r., tym razem jako okręg jednomandatowy.

## Deputowani do brytyjskiej Izby Gmin z okręgu Blackburn

### Deputowani w latach 1832–1950
- 1832–1847: William Feilden, wigowie, od 1841 r. Partia Konserwatywna
- 1832–1841: William Turner, wigowie
- 1841–1852: John Hornby, Partia Konserwatywna
- 1847–1865: James Pilkington, Partia Liberalna
- 1852–1853: William Eccles, Partia Liberalna
- 1853–1857: Montague Feilden, Partia Liberalna
- 1857–1869: William Henry Hornby, Partia Konserwatywna
- 1865–1869: Joseph Feilden, Partia Konserwatywna
- 1869–1875: Henry Master Feilden, Partia Konserwatywna
- 1869–1874: Edward Hornby, Partia Konserwatywna
- 1874–1885: William Briggs, Partia Liberalna
- 1875–1880: Daniel Thwaites, Partia Konserwatywna
- 1880–1906: William Coddington, Partia Konserwatywna
- 1885–1886: Robert Peel, Partia Konserwatywna
- 1886–1910: William Henry Hornby, Partia Konserwatywna
- 1906–1918: Philip Snowden, Partia Pracy
- 1910–1910: Thomas Barclay, Partia Liberalna
- 1910–1923: Henry Norman, Partia Liberalna
- 1918–1922: Percy Thompson Dean, Partia Konserwatywna
- 1922–1929: Sidney Henn, Partia Konserwatywna
- 1923–1929: John Duckworth, Partia Liberalna
- 1929–1931: Thomas Harry Gill, Partia Pracy
- 1929–1931: Mary Agnes Hamilton, Partia Pracy
- 1931–1945: George Sampson Elliston, Partia Konserwatywna
- 1931–1945: Walter Dorling Smiles, Partia Konserwatywna
- 1945–1950: Lewis John Edwards, Partia Pracy
- 1945–1950: Barbara Castle, Partia Pracy

### Deputowani po 1955
- 1955–1979: Barbara Castle, Partia Pracy
- 1979–: Jack Straw, Partia Pracy